# إم سو جونغ (ممثلة)
ايم سو جونج (بالكورية: 임수정) مواليد 11 يوليو 1979 في سول، كوريا الجنوبية، هي ممثلة كورية جنوبية بدأت مسيرتها الفنية عام 1998.

## فيلموغرافيا

### أفلام
- بيت العنكبوت (2023)

### مسلسلات
| عام       | عنوان              | العنوان الاصلي           | الدور         | قناة البث / شبكة |
| --------- | ------------------ | ------------------------ | ------------- | ---------------- |
| 2001–2002 | المدرسة 4          | 학교 4                   | أوه هاي را    | كي بي اس         |
| 2004      | انا اسف ، انا احبك | 미안하다, 사랑한다       | سونغ اون تشاي | كي بي اس         |
| 2017      | آلة شيكاغو الكاتبة | 시카고 타자기            | جيون سيول     | تي في ان         |
| 2019      | البحث ، دبليو      | 검색어를 입력하세요: www | باي تا مي     | تي في ان         |
| 2021      | ميلانخوليا         | 멜랑꼴리아               | جي يون سو     | تي في ان         |
| 2025      | حياة وضيعة         | 파인: 촌뜨기들           | يانغ يونغ سوك | ديزني+           |

## وصلات خارجية
- إم سو جونغ على موقع IMDb (الإنجليزية)
- إم سو جونغ على موقع ألو سيني (الفرنسية)
- إم سو جونغ على موقع أول موفي (الإنجليزية)
- إم سو جونغ على موقع أول موفي (الإنجليزية)
- إم سو جونغ على موقع قاعدة بيانات الأفلام السويدية (السويدية)
- إم سو جونغ على موقع قاعدة بيانات الفيلم (الإنجليزية)
- إم سو جونغ على موقع كينوبويسك (الروسية)

- الموقع الإلكتروني